# دیوید باتانرو
دیوید باتانرو (انگلیسی: David Batanero؛ زادهٔ ۲۷ سپتامبر ۱۹۸۸) بازیکن فوتبال اهل اسپانیا است.